# Mucków
Mucków (dodatkowa nazwa w j. niem. Mutzkau) – przysiółek wsi Zawada w Polsce, położony w województwie opolskim, w powiecie prudnickim, w gminie Głogówek. Historycznie leży na Górnym Śląsku, na ziemi prudnickiej.
W latach 1975–1998 przysiółek administracyjnie należał do ówczesnego województwa opolskiego.
Według danych na 31 grudnia 2022 przysiółek był zamieszkany przez 24 osoby.

## Historia

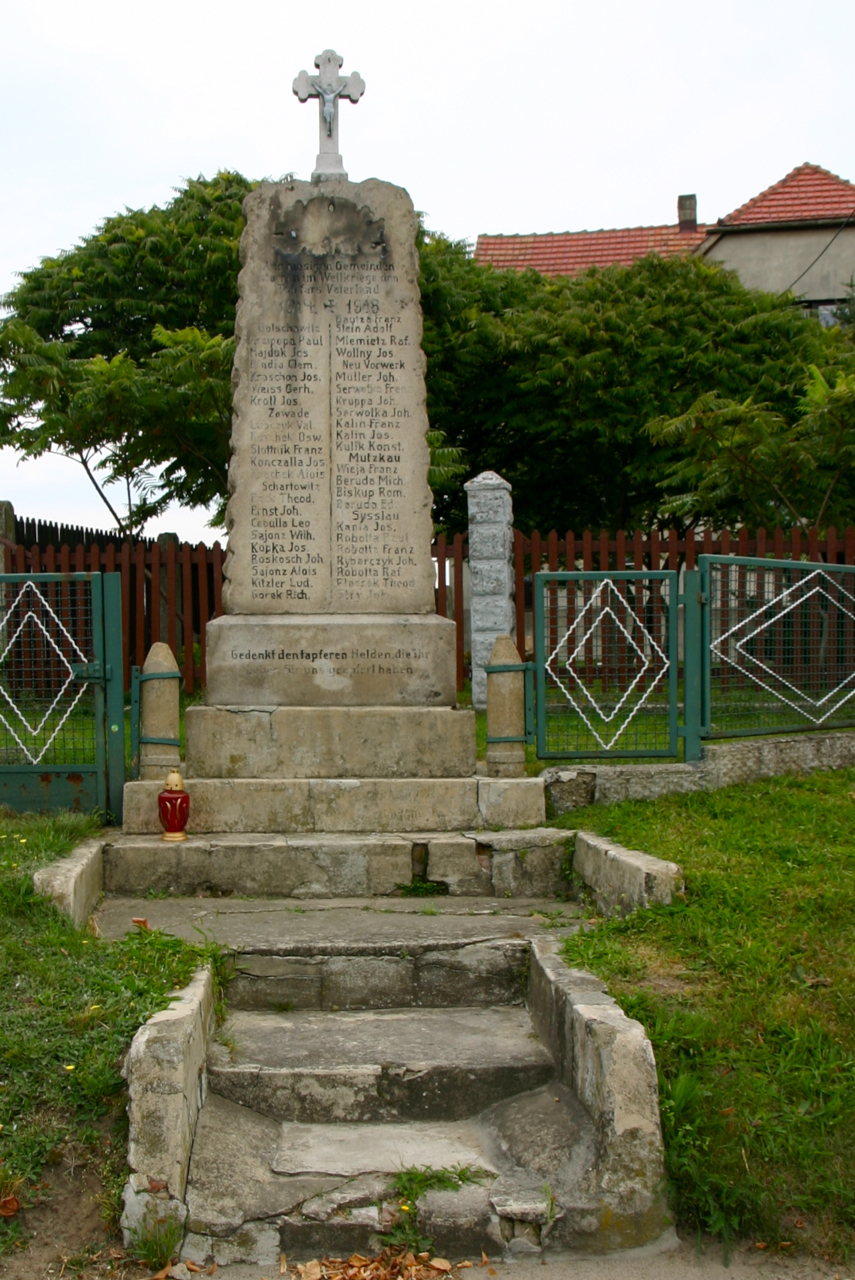
Pomnik poległych w I wojnie światowej w Golczowicach

W 1921 w zasięgu plebiscytu na Górnym Śląsku znalazła się tylko część powiatu prudnickiego. Mucków znalazł się po stronie wschodniej, w obszarze objętym plebiscytem. W latach 20. XX wieku w Golczowicach powstał pomnik upamiętniający mieszkańców Golczowic, Zawady, Czartowic, Buta, Muckowa i Sysłowa, którzy zginęli podczas I wojny światowej.
Po II wojnie światowej, od marca do maja 1945 powiat prudnicki znajdował się pod kontrolą radzieckiej komendantury wojskowej. 11 maja 1945 polska administracja przejęła władzę cywilną w powiecie prudnickim. Mieszkańcom Muckowa, posługującym się dialektem śląskim bądź znającym język polski, pozwolono pozostać we wsi po otrzymaniu polskiego obywatelstwa.
1 października 1948 r. nadano miejscowości, wówczas administracyjnie związanej z Zawadą, polską nazwę Mucków. W spisie gromad i miejscowości w powiecie prudnickim na dzień 1 stycznia 1953 wymieniono Mucków jako przysiółek Zawady. Według podziału administracyjnego województwa opolskiego na dzień 31 sierpnia 1964, Mucków, jako przysiółek Zawady, należał do gromady Mochów. W 1966 w przysiółku mieszkało 36 osób. W opracowanej w 1971 przez Powiatowy Inspektorat Statystyczny w Prudniku Statystycznej charakterystyce miejscowości w gromadach powiatu prudnickiego, miejscowość została wymieniona pod nazwą Mucków. W 2013 w miejscowości mieszkało 35 osób.

## Mieszkańcy
Miejscowość zamieszkiwana jest przez mniejszość niemiecką oraz Ślązaków. Mieszkańcy przysiółka posługują się gwarą prudnicką, będącą odmianą dialektu śląskiego. Należą do podgrupy gwarowej nazywanej Klocołrzy.

## Transport
Mucków posiada połączenia autobusowe z Prudnikiem, Głogówkiem. W miejscowości znajdują się dwa przystanki autobusowe.

## Religia
Katolicy z Muckowa należą do parafii św. Anny w Golczowicach (dekanat Głogówek).

## Bezpieczeństwo
Miejscowość jest pod opieką dzielnicowego rejonu służbowego nr 12 Komendy Powiatowej Policji w Prudniku (Komisariat Policji w Głogówku).
Teren miejscowości, jak i całej gminy Głogówek, położony jest w strefie nadgranicznej w związku z czym Straż Graniczna dysponuje, na tym obszarze, specjalnymi kompetencjami w zakresie bezpieczeństwa. Gminę Głogówek obejmuje zasięgiem służbowym placówka Straży Granicznej w Opolu ze Śląskiego Oddziału SG.